# Askims församling
Askim (uttalas ['aʃim]) är en församling i Göteborgs södra kontrakt i Göteborgs stift. Församlingen ligger i södra delen av Göteborgs kommun i Västra Götalands län och utgör ett eget pastorat. Församlingen har medeltida ursprung.

## Administrativ historik
Församlingen ingick troligen under medeltiden i ett pastorat med (Västra) Frölunda församling som moderförsamling, för att därefter ingå i pastorat med Fässbergs församling som moderförsamling. Fässberg har uppnått värdigheten av moderkyrka då man tidigast hört talas om socknen Askim och pastoratets enda präst är då (1454), "herr Lauritz". Tidigt samlades pastoraten i prosterier, och 1454  kallar sig en pastor i Fässberg för "provost i Utlanden" (bland andra Askim). "Fesbergs gäld" tillhörde fram till åtminstone 1550 "Starckers prosteri," som då utgjordes av Ale, Vätle, Sävedals och Askims härader. När en superintendent utnämndes i Göteborg 1620 förändrades både omfattning och benämning av kontraktet. Fässbergs gäll med bland andra socknarna Frölunda och Askim kom då att tillhöra domprosteriets södra kontrakt, ihop med den del av Västergötland, som ingick i Göteborgs och Bohus län. 
Fyra härader i den till Älvsborgs län hörande delen av Västergötland kom att bilda domprosteriets norra kontrakt, vilka på samma gång som Askim, Sävedal och Hisingen utbrutits ur Skara stift och lagts till Göteborgs superintendentia. År 1764 slogs båda kontrakten ihop till ett, för att åter delas 1832, som förut. Denna indelning behölls åtminstone fram till 1930-talet. Askims "stom" (avkastning på kyrkans jordegendomar) anges först som kyrkojord, blev 1621 kronogård och 1736 skattegård, ändrades till 1/2 mantal från tidigare ett helt. Räntan av både Frölunda som Askims stommar har tillfallit kyrkoherden i Fässberg under hela tiden fram till 1930-talet, eller senare.
Genom kungligt brev 1872 bestämdes, att Frölunda och Askim vid domprosten Peter Wieselgrens avgång (död 1877) och upphörandet av Fässbergs prebendeegenskap, skulle skiljas från Fässberg och utgöra eget pastorat. År 1881 tillträdde det nya pastoratets förste kyrkoherde. Från 1 maj 1879 till 1953 annexförsamling i pastoratet Västra Frölunda och Askim för att från 1953 utgöra ett eget pastorat. År 1974 anslöts Askims församling till Göteborgs kyrkliga samfällighet.

## Kyrkor
- Askims kyrka
- Billdals kyrka
- Mikaelskyrkan

## Areal
Askims församling omfattade den 1 januari 1976 en areal av 36,9 kvadratkilometer, varav 36,1 kvadratkilometer land.